# Ole Richter

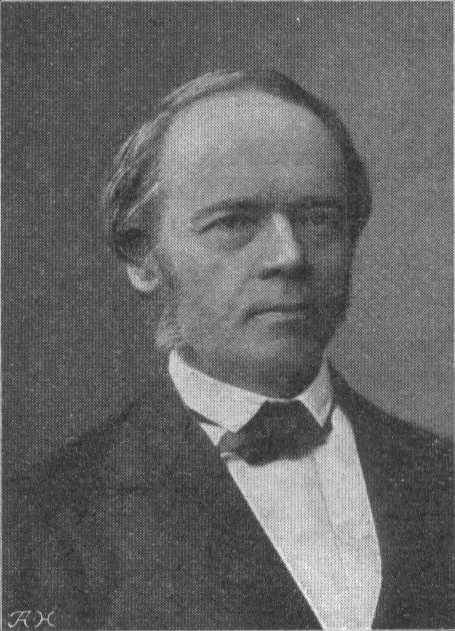
Ole Richter

Ole Jørgensen Richter, född 23 maj 1829 i Inderøy, Norge, död 15 juni 1888 i Stockholm, var en norsk jurist och politiker. Han var Norges statsminister i Stockholm från 24 juni 1884 till 6 juni 1888.
Han tog sitt liv på statsministerkontoret i Norska ministerhotellet.